# 山名豊治
山名 豊治（やまな とよはる）は室町時代の因幡守護。

## 生涯
因幡守護・山名豊重の子として生まれる。生年は不明で永正7年（1510年）11月、足利義材の将軍復帰を祝して太刀･馬･銭二千疋を義材に献上したのが史料上の初見である。（『室町家御内書案』）
その後、叔父の豊頼が守護職となると、豊治はこれと対立する。この家督交代について、父・豊重が豊頼に殺害されたとし、それにより対立が起こったという説がある（豊重の記事を参照）。豊頼は但馬惣領家の山名誠豊の支援と後ろ盾を得ていたが、永正10年（1513年）3月から4月にかけて豊治は守護所のある布勢天神山城周辺にまで攻め込むなど豊頼を追い詰め、永正12年（1515年）の前半までに守護職の回復と豊頼の追放に成功した。
また、将軍家との結びつきを強め、自身の守護権力を強化するために足利義材の側室に妹の阿茶局を嫁がせた。妹の阿茶局は『伊勢貞助記』、『永正十三年記』などによれば永正12年10月には懐妊が確認されており、翌永正13年（1516年）1月に着帯したが流産している。
しかし、豊頼を支援していた但馬の山名誠豊は健在であったため、但馬・因幡山名両家は深刻な対立と抗争を繰り返した。大永3年（1523年）11月には布施仙林寺合戦が起こるなど、豊頼を豊治が攻撃していた時と同様に守護所周辺での戦闘が確認されており、但馬の支援を受けた豊頼派の勢力も健在であったことがうかがえる。
大永7年（1527年）5月6日、足利義晴から山名誠豊との和与を重ねて求められたのが史料上で確認できる最後の姿である（『御内書記録』巻15など）。
後世の編纂ではあるが『因幡民談記』には「豊治俄に卒去ありて光明院殿と号しける」とあり、後継者になるはずの子息がかなり幼かったために国内で相続を巡る合戦が相次いだと記されている。詳細は不明だが、豊治の後に守護となる山名誠通は山名誠豊から偏諱を受けていることから、少なくとも誠豊の死去する享禄元年（1528年）2月以前、大永7年の後半には豊治の死去と誠通の守護就任が行われたとする見方がある。しかし、誠通が因幡守護として記録に登場するのは享禄5年（1532年）のこと（「八上郡弓河内村日月大明神棟札」）であるため、誠豊の没後も豊治と但馬方の支援を受けた誠通の争いが続いていた可能性もある。
豊治の死因について『因幡民談記』には「突然の死去」と記されているが、前述の御内書などからも誠豊との抗争によって討たれた可能性もあり、後に守護となる誠通は但馬方の支援を受けて因幡国内で反守護活動を行っていたことも十分に考えられる。